# Acanthurus xanthopterus

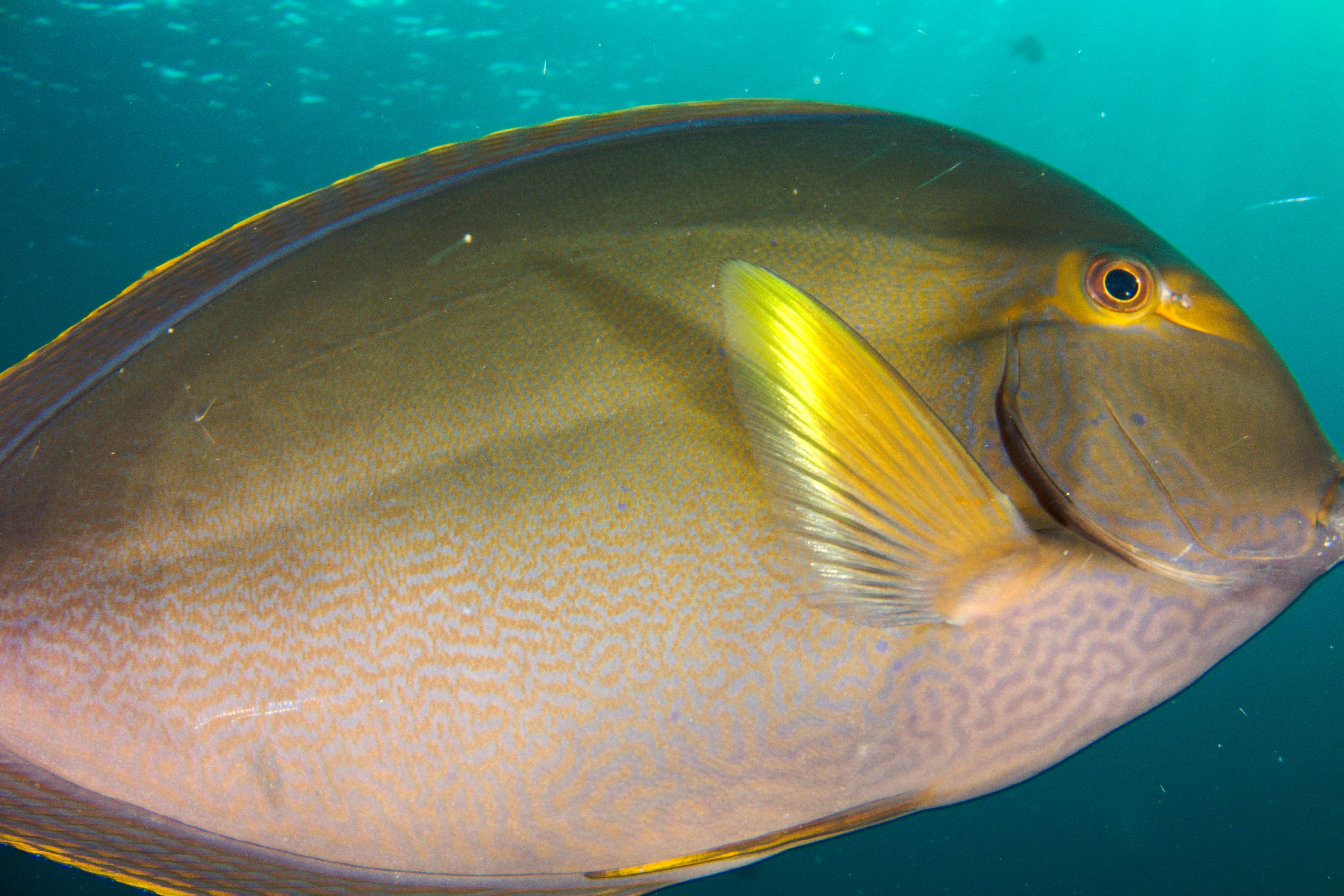
Particolare della pinna pettorale e della testa di A. xanthopterus

Acanthurus xanthopterus (Valenciennes, 1835) è un pesce osseo marino appartenente alla famiglia Acanthuridae.

## Distribuzione e habitat
L'areale della specie comprende l'intero Indo-Pacifico tropicale dall'Africa orientale alle Hawaii e la Polinesia francese, a nord fino al Giappone meridionale e raggiungendo a sud la Grande barriera corallina australiana e la Nuova Caledonia. L'areale di A. xanthopterus arriva all'oceano Pacifico orientale dal Golfo di California a Panama comprese le Galápagos e l'isola Clipperton.
Popola vari ambienti, dai fondi duri sia rocciosi che corallini alle zone sabbiose alle lagune. Preferisce ambienti protetti e con una buona profondità dell'acqua ma talvolta anche sul margine esterno delle barriere coralline. I giovanili preferiscono acque torbide e poco profonde e sono comuni negli estuari.
Si può trovare a profondità comprese tra 5 e 90 m, gli adulti raramente si trovano sopra i 20 metri.

## Descrizione
A. xanthopterus è affine e molto simile ad A. dussumieri. Questa specie, come gli altri Acanthurus, ha corpo ovale, compresso lateralmente, e bocca piccola posta su un muso sporgente; sul peduncolo caudale è presente una spina mobile molto tagliente, di piccole dimensioni in questa specie. La pinna dorsale è unica e piuttosto lunga, di altezza uniforme. La pinna anale è simile ma più corta. Ha 8 o 9 spine dorsali, 25-27 raggi molli dorsali, tre spine anali e 23-25 raggi molli anali. La pinna caudale è lunata. Le scaglie sono molto piccole. Gli adulti mostrano una evidente gibbosità frontale. La livrea è estremamente variabile, con un fondo grigiastro con toni violacei. Sull'occhio è presente una macchia gialla non così definita e a forma di banda come in A. dussumieri. Le pinne pettorali sono giallo vivo nel terzo terminale e trasparenti nel resto. Le pinne dorsale e anale hanno colore giallo, con colore più vivace nella parte esterna. La pinna caudale è di colore violaceo con base bianca. I giovanili hanno linee bianche sulla dorsale e sull'anale.
È riportata la taglia massima di 70 cm di lunghezza, la taglia media si aggira intorno ai 50 cm.

## Biologia

### Comportamento
Gregario, generalmente si incontra in banchi ma può talvolta avere abitudini solitarie. Ha una longevità massima di 34 anni.

### Alimentazione
Si nutre in gruppi su fondi di sabbia o ghiaia raschiando il biofilm dai granuli di sedimento. La sua dieta è composta da alghe, comprese le diatomee, frammenti di madrepore, crostacei, foraminiferi, molluschi, idroidi, nematodi, detrito e parti di pesci morti. Si nutre regolarmente delle feci di pesci più grandi, specie Carangidae.

### Riproduzione
Forma aggregazioni di individui durante il periodo riproduttivo.

## Pesca
Sembra che sia l'unico Acanthurus ad abboccare facilmente alle lenze. È soggetto a pesca in maniera occasionale e non mirata ma si può trovare sui mercati locali. Viene pescato con lenze o con il fucile subacqueo.

## Acquariofilia
È presente sporadicamente sul mercato dei pesci d'acquario.

## Conservazione
Questa specie viene pescata per i consumo e per il mercato degli acquari ma si tratta di un prelievo marginale e poco intenso che potrebbe portare al massimo a modeste rarefazioni locali. Le popolazioni sono stabili ed è una specie comune in tutto l'areale. La Lista rossa IUCN classifica la specie come "a rischio minimo".